# Isaac Lea
Isaac Lea (Wilmington (Delaware), 4 de março de 1792 — Filadélfia, 8 de dezembro de 1886) foi um conquiliólogo, geólogo e empresário estadunidense.

## Vida
Lea foi sócio de uma grande editora em Filadélfia. Devotou seu tempo de laser à coleção e estudo de objetos da história natural. Foi particularmente interessado em moluscos de água doce e terrestres, e durante 50 anos publicou nos periódicos de sociedades científicas da Filadélfia estudos sobre estes animais.
Sua imensa coleção de moluscos da família unionidae, e suas outras coleções, estão guardadas no museu nacional em Washington, D.C..
Foi presidente da Associação Americana para o Avanço da Ciência em 1860.

## Publicações selecionadas
- Observations on the Genus Unio. 13 volumes (1827-1874).
- Contributions to Geology. (1833).
- Synopsis of the Family of Naiades. (1838).
- Lea I. (1838). "Description of New Freshwater and Land Shells". Transactions of the American Philosophical Society 6: 1-154.
- Fossil Footmarks in the Red Sandstones of Pottsville. (1852).